# Otto Roquette
Otto Roquette   (Krotoszyn, 19 d'abril de 1824 - Darmstadt, 18 de març de 1896) fou un poeta alemany d'una família adinerada.

## Biografia
Va estudiar al Gimnàs de Frankfurt de l'Oder, a Heidelberg, on ja compon moltes de les seves més belles poesies, i des del 1848 a Halle. Es va donar prompte a conèixer en dilatats cercles per la seva llegenda Waldmeiters Brautfahrt (Stuttgart, 1851), com també per la seva humorada Orion (Brema, 1851). Després de llargs viatges per Alemanya del Sud, Suïssa i la Itàlia del Nord, que li oferiren en part matèria immediata per a nous poemes, com Der Tag von St. Jakob (Stuttgart, 1853), fixà la seva residència a Berlín; fou professor de llengua i literatura alemanyes en l'Institut Blochmann de Dresden. i després va tornar a Berlín on el 1862 va ensenyar història universal a l'Acadèmia Militar, però va deixar aquesta càtedra el 1863. Des del 1869 fins a la seva mort va ser professor de literatura alemanya i història a l'Escola Politècnica de Darmstadt.
Entre les altres obres esmentarem: Liederbuch (Stuttgart, 1862, 2.ª ed. amb el títol Gedichte, 1859); la llegenda Herr Heinrich (Stuttgart, 1854), el poema dramàtic Das Reich der Tràume (Berlín, 1853), la novel·la Heinrich Falk (3, toms, Breslau, 1858); Hans Haidekuckuk (Berlín, 1855); Erzäklungen (Stuttgart, 1859); Susanne (Stuttgart, 1864); i la col·lecció de novel·les Luginsland (Stuttgart, 1867); Dramatische Dichtungen; Gevatter Tod (Stuttgart, 1873); Novellen (Berlín, 1870); Welt und Haus (Brunswick, 1871/75), etc. Més tard va compondre els poemes Rebenkranz zu Waldmeisters silberne Hochzeit, narració poètica (Stuttgart, 1876); les novel·les Euphrosyne (Stuttgart, 1877); Das Buchs tabierbuch der Leidenschaft (2 toms, Berlín, 1878); Im Hause der väter (Berlín, 1878) i Die Prophetenschule (Berlín, 1879); Idyllen, Elegien und Nonologe (Stuttgart, 1882), Inga Svendson (Munic, 1883); Noves Novellenbuch (Breslau, 1884), Grosse und Kleine Leute in Alt-Weimar(Breslau, 1886), Cesario, Erzáglung in Versen (Stuttgart, 1888); Ueber den Wolten und andere Novellen (Breslau, 1887); Frühlingsstimen (Breslau, 1890); Sonderlinge (Breslau, 1895), entre altres.
Com a fruit dels seus estudis històrics-literaris publicà: Leben und Dichten Joh Christ Günthers Stuttgart, 1860); Geschichte der deutschen literatur (2 toms, Stuttgart, 1862/63 3.ª edició amb el títol Geschichte der deutschen Dichtung, 1879); Deutsches Le3sebuch für höhere Lehranstalten nebst einer historich-biographischen Uberschicht (2, toms, Berlín, 1877); Roquette també va escriure de l'oratori compost per Liszt, Legende der heil. Elizabeth; la biografia Friedrich Preller, ein Lebensbild(Frankfurt, 1883) i la seva autobiografia Siebzig Jahre, Geschichte meines Lebens (2, toms Darmstadt, 1893). Com a obres pòstumes aparegueren: Von Tag zu Tage (entre elles la peça de teatre Lanzelot), publicada per L. Fulda per E. Kanoldt (Leipzig, 1899).
Roquette per les seves primeres composicions, pot classificar-se entre els poetes anacreòntics, però on més destaca és en el gènere còmic-heroic, en el que llueix un humor lleugerament escèptic, d'una art exquisit en la narració i d'una inventiva poc comuna.